# 哈拉克斯的伊西多尔
哈拉克斯的伊西多尔（Isídōros o Charakēnós）是前1世纪-1世纪的罗马时期希腊的地理学家，住在帕提亚帝国，此人生平不详，我们只知道他写过一本叫《帕提亚驿程志》（Stathmœ́ Parthicœ́）的书，书中记载了一条从安条克经帕提亚到东方的贸易路线。